# NGC 5750
NGC 5750 is een balkspiraalstelsel in het sterrenbeeld Maagd. Het hemelobject werd op 11 april 1787 ontdekt door de Duits-Britse astronoom William Herschel.

## Synoniemen
- UGC 9512
- MCG 0-38-6
- ZWG 20.13
- IRAS 14436+0000
- PGC 52735